# 吳政忠
吳政忠是中華民國出身的力學學家與政治人物，美國康乃爾大學博士，國立台灣大學應用力學研究所榮譽教授、工業技術研究院董事長（第14任）。曾任行政院政務委員兼國家科學及技術委員會主任委員、國家實驗研究院暨國家太空中心董事長、國立台灣大學應用力學研究所所長、中華民國力學學會理事長、民主進步黨智庫新境界文教基金會科技組召集人、工業技術研究院董事長（第12任）。2006年與時任國科會主委陳建仁共事，2016年5月20日與同是臺大應力所出身的經濟部部長李世光任職於林全內閣，擔任行政院科技政務委員（負責協調經濟部、科技部、教育部相關預算運用），2020年5月20日就任科技部部長，2022年7月27日出任科技部改制為國家科學及技術委員會後的首任主任委員。

## 研究領域
- 彈性波傳理論分析與相關微機電應用、射頻層狀表面聲波元件、聲子晶體分析設計、薄膜性質量測、生醫表面聲波感測系統。

## 榮譽
- 宗倬章先生教育基金會宗倬章講座（2010、2011年）[4]
- 中華民國力學學會孫方鐸教授力學獎章（2010年）[5][6]
- 國科會傑出特約研究員獎（2008年）
- 國科會特約研究員（2001─2004、2004─2007年）
- Fellow, ASME (American Society of Mechanical Engineering)（2006年）
- 中華民國力學學會會士（2006年）
- 第一屆上銀科技碩士論文獎優等（2005年）
- 教育部博士生產學合作論文指導獎（2002年）
- 國科會研究傑出獎，共三次（1995─2001年）
- 中國工程師學會傑出工程教授獎（2001年）[7]
- 中華文化復興總會科學技術研究發明獎（1998年）[8]
- 中華民國力學學會服務獎（1998年）
- 中國工程師學會工程論文獎（1997年）
- 大專學生研究創作獎指導（1996、1997、2000、2003年）

### 中華民國勳章獎章
- 二等景星勳章（2024年5月14日於總統府頒授）[9]

## 外部連結
- 台大應力所吳政忠教授網頁
- 工研院董事長網頁 （页面存档备份，存于）
- 政務委員（页面存档备份，存于）
- 吳政忠教授實驗室網頁

| 中華民國政府職務 | 中華民國政府職務                                                 | 中華民國政府職務           |
| ---------------- | ---------------------------------------------------------------- | -------------------------- |
| 行政院           |                                                                  |                            |
| 前任： 陳良基    | 科技部部長 第五任 2020年5月20日－2022年7月26日                   | 改制為國家科學及技術委員會 |
| 首任             | 國家科學及技術委員會主任委員 第一任 2022年7月27日－2024年5月20日 | 繼任： 吳誠文              |